# Louis Dufaux
Louis Jean Dufaux (* 21. Oktober 1931 in Nizza; † 14. April 2011 ebenda) war französischer Bischof von Grenoble.

## Leben
Louis Dufaux besuchte das Kleine Seminar Saint-Paul in Cannes und studierte am Priesterseminar in Nizza sowie am Institut Catholique de Paris. Er empfing am 29. Juni 1955 die Priesterweihe und wurde in den Klerus des Bistums Nizza inkardiniert. Er war Pfarrer an der Kirche Notre-Dame du Port in Nizza. Von 1965 bis 1970 war er Direktor für das Bildungswesen und die Erwachsenenkatechese im Ordinariat. 1970 wurde er stellvertretender Direktor für das Katechumenat der Römisch-katholischen Kirche in Frankreich. Von 1975 bis 1978 war er Direktor des Centre National de l’Enseignement Religieux (CNER), dem nationale Zentrum für Religionspädagogik. Von 1978 bis 1980 war er Bischofsvikar im Bistum Nizza mit der Verantwortung für die Seelsorge und Weiterbildung der Priester. Von 1980 bis 1984 war er Generalvikar des Bistums Nizza.
Papst Johannes Paul II. ernannte ihn am 27. Februar 1984 zum Titularbischof von Accia und zum Weihbischof im Erzbistum Marseille. Die Bischofsweihe am 29. April 1984 spendete ihm der emeritierte Bischof von Nizza, Jean-Julien-Robert Mouisset; Mitkonsekratoren waren Félix-Marie-Honoré Verdet, emeritierter Bischof von La Rochelle, und François de Sales Marie Adrien Saint-Macary, Koadjutorbischof von Nizza.
Am 10. März 1988 wurde er zum Koadjutorbischof des Bistums Grenoble ernannt. Nach der Rücktritt Gabriel-Marie-Joseph Matagrins am 6. September 1989 folgte er ihm als Bischof von Grenoble nach.
Er war Präsident des Komitees für die nationale Solidarität (Conseil national de la solidarité), Präsident des bischöflichen Ausschusses für Soziales und Caritas (Comité épiscopal socio-caritatif) und Mitglied des Staatlichen Rates für die Kooperation mit der Katholischen Kirche (Conseil d’administration de la délégation catholique pour la coopération).
Am 10. Juni 2006 nahm Papst Benedikt XVI. sein altersbedingtes Rücktrittsgesuch an. Er lebte zuletzt im Haus der Kongregation der Kleinen Schwestern der Armen in Nizza, wo er 2011 verstarb.